# Axtfabrikation von Langdale

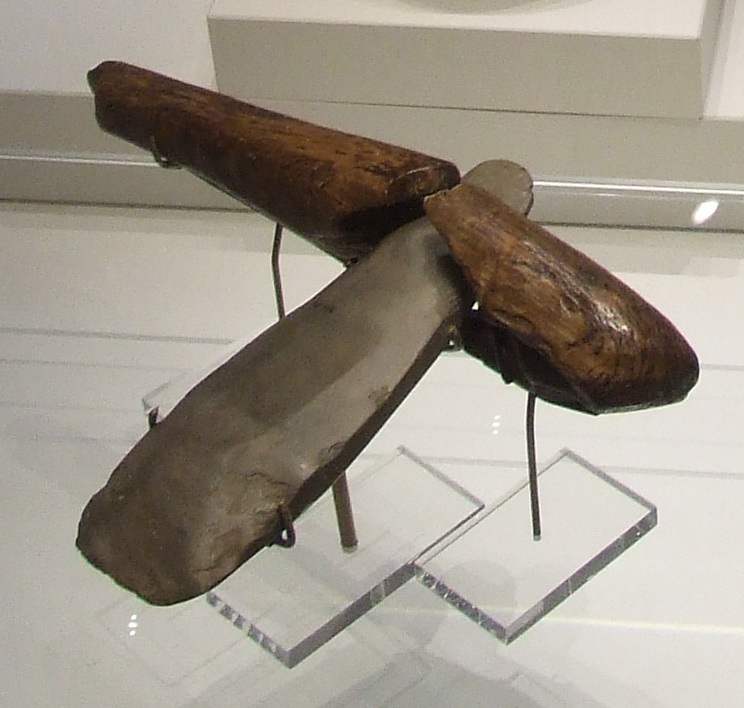
Axt mit Stielrest

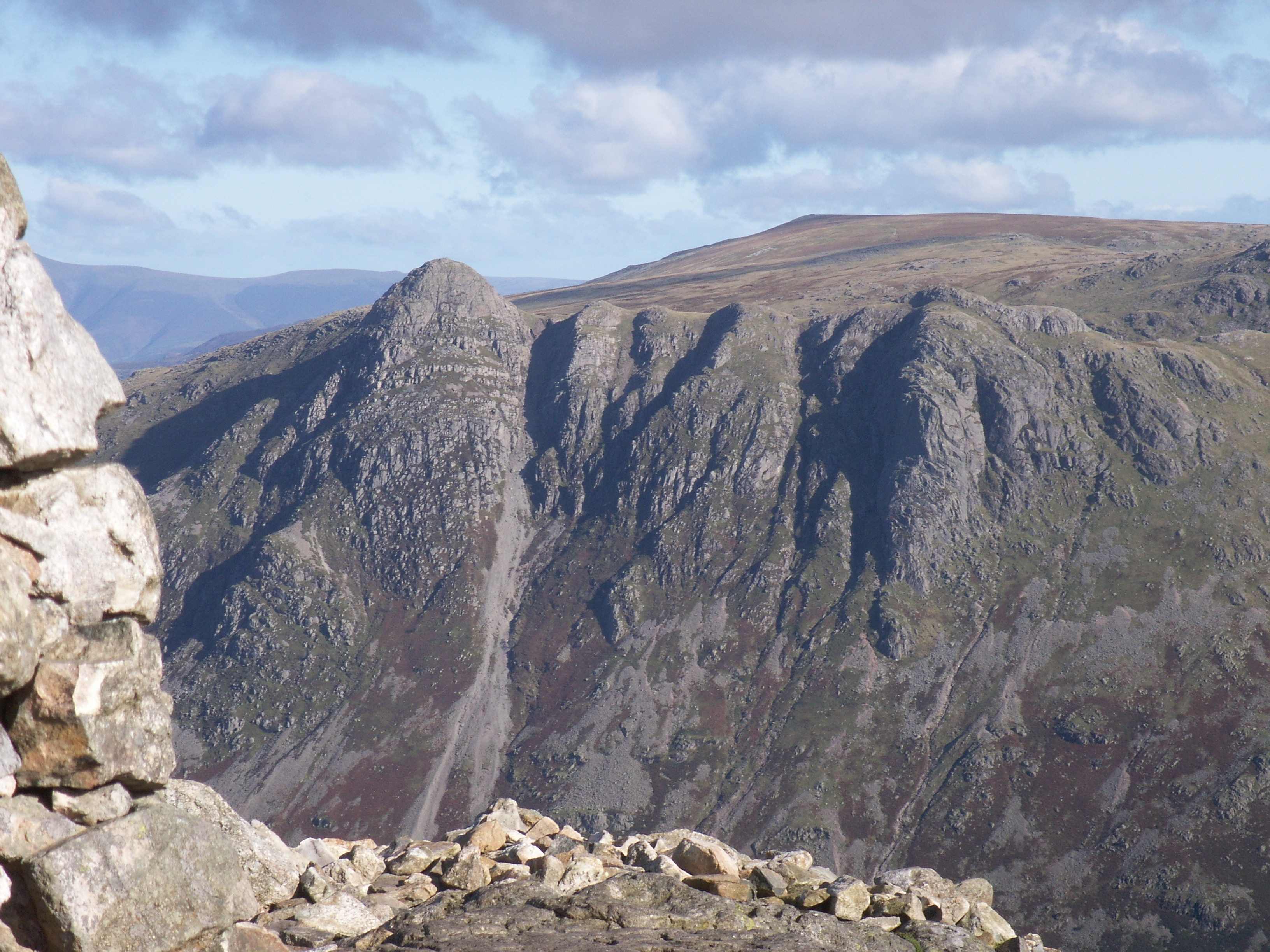
Abbaugebiet am Pike of Stickle

Die Axtfabrikation von Langdale (auch Great Langdale genannt; englisch Langdale Axe Factory oder Langdale axe industry) erfolgte in der Jungsteinzeit in Great Langdale bei Windermere im Lake District in Cumbria in England. Den Namen Industrie gaben Archäologen der etwa 4000 v. Chr. beginnenden spezialisierten Steinwerkzeugherstellung im „Charnwood Forest“, in der „Mount‘s Bay“, in „Penmaenmawr“, in „Tievebulliagh“, in „Whin Sill“  und im Langdale.
Die Existenz der Produktionsstätte wurde durch zufällige Entdeckung in den 1930er Jahren angenommen, denen in den 1940er und 1950er Jahren systematischere Recherchen durch Clare Fell und andere folgten. Das Gebiet hat Aufschlüsse aus feinkörnigem Grün- oder Hornstein, die für die Herstellung von geschliffenen Steinäxten geeignet sind. Der Stein ist ein epidotizierter Grünstein, der von den Geröllhalden im Langdale Valley auf dem Harrison Stickle und dem Pike of Stickle abgebaut wird. Geologische Kartierungen haben ergeben, dass der vulkanische Tuff, der für die Äxte verwendet wird, in einem schmalen Bereich der höchsten Gipfel auftaucht. Die Archäologen sind in der Lage, durch Petrographie die einzigartige Natur des Langdale-Steins zu identifizieren, da die Mineralien im Gestein ein charakteristisches Muster aufweisen.
Die Industrie von Langdale produzierte grob behauene Äxte und einfache Blöcke. Das Endprodukt wurde in der Regel an einem anderen Ort hergestellt, z. B. am Ehenside Tarn in den Randzonen des Lake District. Der Langdale-Tuff gehörte zu den häufigsten Gesteinen, die in der Jungsteinzeit zur Herstellung von Äxten verwendet wurden und als Äxte der Gruppe VI bekannt sind. Feuerstein wurde ebenfalls häufig verwendet und an mehreren Orten in Feuersteinminen abgebaut, vor allem in Grimes Graves und Cissbury oder in Kontinentaleuropa in Spiennes in Belgien und Krzemionki in Polen.
Bei der Untersuchung von etwa 2000 neolithischen Äxten aus Funden in England und Wales fand Bill Cummins heraus, dass 27 % der Äxte aus dem grünen vulkanischen Tuffstein aus Great Langdale bestanden. Die meisten Langdaleäxte wurden in Lincolnshire und den East Midlands gemacht. Der Katalog des Britischen Museums aus dem Jahr 1978 mit 368 neolithischen Äxten, die in der Themse gefunden wurden, führt 15 aus Langdale auf. Die Langdaleäxte wurden auch in Nordirland und Peterborough gefunden. 
Der Grünstein entstand durch das Eindringen einer schmalen Tuffsteinader in die vulkanischen Gesteine von Great Langdale. Auf den Geröllhalden des Pike of Stickle wurden Abschläge und Hunderte von Axtbruchstücken gefunden. Noch heute ist Great Langdale sehr abgelegen und der Aufstieg zur Quelle des Steinmaterials ist mühsam. Vermutlich wurden die Äxte durch lange Ketten des Austausches von Geschenken zwischen Personen mit hohem Status über das Land verteilt, so dass sich die Verbreitungsgebiete der Äxte mehrerer Steinvorkommen überlagern können.
Viele der in Ostengland gefundenen Äxte sind benutzt worden, andere zeigen keinerlei Anzeichen von Verschleiß. Sie werden oft an feuchten Orten gefunden, als wären sie dort absichtlich als Opfergaben platziert worden. 